# Soklič
Soklič je priimek več znanih Slovencev:
- Aljaž Soklič, športni strelec
- Ana Soklič (* 1984), pevka
- Borut Soklič, alpinist, plezalec
- Boštjan Soklič (* 1962), umetnostni zgodovinar, kustos, glasbenik kitarist
- Draga Soklič (* 1946), amaterska slikarka in kiparka
- Dušan Soklič, oblikovalec lutk
- Eliza(beta) Soklič (por. Skalicky; Marinčič) (1900–1969), prva učiteljica na Gimnaziji Novo mesto, anglistka, prevajalka
- Emilija Soklič - Emily (1918– ?), inženirka filmskega zvoka, inovatorka, Badjurova nagrajenka 2021
- Guido (Gvido) Soklič (1894–1970), pravnik, sodnik, prevajalec
- Jakob Soklič (1893–1972), duhovnik, umetnostni zgodovinar in zbiralec
- Jurij Soklič, arheolog
- Matej Soklič (* 1973), smučarski tekač
- Matko (Matej) Soklič (1926–2005), slikar
- Simon Soklič, slikar
- Tanja Soklič Košak, otorinolaringologinja

## Glej še
- Sok (priimek)
- Sokolič (Tilen Sokolič, rokometaš)
- Sokač
- Sokol